# Манокальцати
Манокальцати (итал. Manocalzati) — коммуна в Италии, располагается в регионе Кампания, в провинции Авеллино.
Население составляет 3096 человек, плотность населения составляет 387 чел./км². Занимает площадь 8 км². Почтовый индекс — 83030. Телефонный код — 0825.
Покровителем населённого пункта считается святой Апостол Марк. Праздник ежегодно празднуется 25 апреля.